# Castellot de Barquera
El Castellot de Barquera és un edifici del municipi d'Olèrdola (Alt Penedès) declarada bé cultural d'interès nacional.

## Descripció
El castellot de la Barquera, que rep aquest nom per la seva proximitat a la masia de la Barquera, està situat al cim d'un petit turó. Les restes permeten deduir que el conjunt tenia planta quadrada irregular d'uns 15 x 26 metres, i una torre de planta circular. També és possible d'apreciar-hi les bases d'alguns murs que devien configurar diverses estances. El material de construcció és la pedra, poc treballada, però disposada d'una manera regular.

## Història
Tot i que els orígens del castellot de la Barquera no es troben documentats, alguns autors pensen que es tractava del castell de Font-tallada, fortalesa propietat de la família d'aquest nom.